# Mem
Mem (od gr. mimesis „naśladownictwo”) – w memetyce najmniejsza jednostka informacji kulturowej (informacji przekazywanej pozagenetycznie), analogiczna do genu, będącego jednostką ewolucji biologicznej. Ujmuje się go jako autonomiczną strukturę neuronalną i zarazem nośnik informacji kulturowej, a także jako jednostkę informacji kulturowej zapisywaną wyłącznie w mózgu (jako nośniku) albo zarówno w mózgu, jak i na innych nośnikach. Memy jako replikatory powielają się poprzez naśladownictwo, mogą mutować i podlegają selekcji.

## Definiowanie memu
Termin został wprowadzony przez biologa Richarda Dawkinsa w książce Samolubny gen jako przykład replikatora innego niż gen. Nie definiował on wprost, czym jest mem, a jedynie wskazywał przykłady: melodie, idee, fasony ubrań. Wskazywał za to na sposób jego rozpowszechniania się w puli memowej. Podobnie jak geny rozprzestrzeniają się między organizmami (ciałami) za pomocą gamet, tak memy rozprzestrzeniają się między mózgami za pomocą naśladownictwa. Daniel Dennett wskazuje, że w koncepcji Dawkinsa największymi zaletami dla badania ewolucji kulturowej jest to, że ludzkie rozumienie i aprobata nie jest potrzebne, aby memy się utrwalały w kulturze, dobór naturalny działa na memy podobnie jak na wirusy i nie jest on zależny wprost od zwiększania sukcesu reprodukcyjnego swych gospodarzy (ludzi) oraz to, że mogą one być przesyłane, przechowywane i modyfikowane bez konieczności oddziaływania (wykonywania, wyrażania) podobnie jak nieoddziałujące na fenotyp recesywne allele genu.
W definiowaniu przyjętym przez humanistów termin mem ograniczany był do informacji przekazywanych między umysłami ludzi, choć w pierwotnym tekście Dawkinsa stosowany był on również do opisywania ptasich pieśni. Pod tym względem był to termin bardziej nośny, ponieważ wykorzystywany mógł być nie tylko w obrębie wąskich dyscyplin naukowych, ale mógł być stosowany szeroko, m.in. przez biologów, lingwistów, jak i kulturoznawców. Z punktu widzenia kulturoznawczego w podejściu Dawkinsa i Susan Blackmore w ogóle brakuje określenia, czym jest przekaz kulturowy (co podlega przekazywaniu), a definicje memu koncentrują się właściwie na naśladownictwie. W tradycji antropologicznej koncentrowano się na przekazie jako dziedziczeniu kultury po przodkach i proponowano różne podejścia badawcze do tego problemu, co da się zauważyć zarówno w dyfuzjonizmie, strukturalizmie Lévi-Straussa, jak i w podejściu semiotycznym.
Richard Brodie określa mem jako jednostkę informacji w umyśle, której wpływ na określone zdarzenia przyczynia się do tego, że w innych umysłach tworzą się jej kopie. Glenn M. Grant podkreśla w swojej definicji, że jest to zaraźliwy wzorzec informacji, a umysły innych osób są nim infekowane. Osoby te zmieniają swoje zachowanie, co prowadzi do propagowania danego wzoru. Susan Blackmore, odwołując się do podejścia Dawkinsa, także ujmowała mem jako obiekt, który podlega naśladowaniu, wskazując jednocześnie, że jest to instrukcja zachowania przechowywana w mózgu lub na innych nośnikach. Naśladownictwo jest kluczowym pojęciem w jej koncepcji memu, prowadzi ono w konsekwencji do powstania ideosfery. Blackmore zakłada przy tym, że choć dzięki ewolucji biologicznej rozwinął się mózg człowieka, to było to przede wszystkim skutkiem przyjemności czerpanej z naśladownictwa. Dalszą konsekwencją według niej było to, że z czasem dobór naturalny działający na ludzi jako jednostki biologiczne został poddany doborowi memetycznemu, a tym samym ewolucja zaczęła działać nie tyle w interesie genów, ile w interesie memów. Robert Boyd i Peter Richerson krytykują to podejście, wskazując, że naśladownictwo skutkuje dużą zmiennością, co uniemożliwia działanie doboru naturalnego: mutacje zdarzają się prawie za każdym razem podczas kopiowania idei. Według Liane Gabory memami mogą być także jednostkowe doświadczenia, emocje i postawy, które nie zostały nabyte na drodze naśladownictwa, a wytworzone zostały w mózgu człowieka. Odwołuje się przy tym do teorii złożoności i koncepcji tzw. ognisk, czyli miejsc w umyśle, gdzie skupiają się uczucia, a stan neuronów w ognisku odpowiada za jakość i zawartość doświadczeń jednostki. Memy w jej ujęciu nie mają instrukcji samopowielania się, a do ich rozprzestrzeniania konieczne jest kreatywne przetwarzanie, jakie zachodzi w mózgu człowieka odbierającym efekty ekspresji myśli innych osób.

### Rozumienie terminu mem przez innych autorów
H. Keith Henson: memom udaje się przetrwać w świecie, ponieważ ludzie przekazują je innym ludziom, wertykalnie – następnym pokoleniom i horyzontalnie – swoim ziomkom. Proces jest analogiczny do tego, w jakim geny wierzby powodują, że wierzby-drzewa rozsiewają te geny albo do procesu, w którym wirus przeziębienia powoduje, że kichanie go rozsiewa.
Peter J. Vajk: w przeciwieństwie do genów, memy nie są zapisywane w żadnym uniwersalnym kodzie w ludzkich umysłach czy kulturze. Np. perspektywa zbieżna w malarstwie, która pojawiła się w XVI wieku, może być przekazywana wśród Niemców, Anglików czy Chińczyków. Może być opisana słowami, równaniami algebraicznymi czy rysunkami. Niezależnie od tego, w jakiej formie ten mem będzie transmitowany, przejawia się w rozpoznawalnym elemencie realizmu, który pojawi się w dziełach sztuki, wytworzonych przez artystów zainfekowanych tym memem.
Lee Borkman: memy, tak jak geny, różnią się swoim przystosowaniem do przetrwania w środowisku ludzkim. Niektóre rozmnażają się jak króliki, ale mają bardzo krótki żywot (mody), podczas gdy inne reprodukują się wolno, ale utrzymują się przez wieki (religia). Przystosowanie memu nie jest równoznaczne ani koniecznie powiązane z przystosowaniem organizmu. Np. mem ‘palenie jest fajne’ jest bardzo dobry dla samego siebie, ale w dużym stopniu zabójczy dla swego gospodarza.

## Replikacja memów
Memy ujmowane były przez Dawkinsa, Blackmore i innych autorów jako posiadające następujące cechy dobrego replikatora:
- wierność kopiowania (reliability): im wierniejsza jest kopia, tym bardziej prawdopodobne, że po wielu aktach kopiowania przypominać będzie pierwotny wzorzec;
- zmienność (mutability): poza wiernością kopiowania konieczna jest zachodząca niezbyt często zmienność (mutacje), aby mógł działać dobór wobec różnych wariantów replikatora;
- płodność (fecundity): im więcej jest wytwarzanych replikatorów, tym większą mają przewagę nad innymi;
- długowieczność, zróżnicowana przeżywalność (longevity): im dłużej trwa jakakolwiek forma replikatora, tym więcej może zostać wykonanych z niej kopii.

Memy pod względem tych cech są zasadniczo podobne do genów i innych replikatorów, takich jak wirusy komputerowe. W odróżnieniu od genów, które są transmitowane z rodziców na dzieci (wertykalnie), memy mogą być transmitowane między jakimikolwiek dwiema jednostkami horyzontalnie. Spowodowane jest to tym, że dla genów naturalnym środowiskiem są inne geny i kopiowane są one w pakietach do organizmu w następnym pokoleniu. Rzadko dochodzi do poziomego transferu genów, choć ma to duże znaczenie ewolucyjne. W tym sensie memy są podobne do pasożytów lub do genów w początkowej fazie ewolucji biologicznej, gdy nie były one jeszcze ułożone na chromosomach. Transfer memów jest horyzontalny z tego powodu, że mózg noworodka jest prawie pusty memetycznie i musi memy pobierać z kulturowego otoczenia. Memom replikacja zajmuje chwilę i mają potencjalnie znacznie większą płodność. Z drugiej strony wierność kopiowania memów jest znacznie mniejsza. Jeśli jakaś opowieść jest opowiadana jednej osobie przez inną, ostateczna wersja będzie bardzo różna od oryginału.
Wierności kopiowania służy względna niepodzielność podstawowych jednostek informacji, które mają być kopiowane. Memy opisywane są jako takie dyskretne jednostki, niedające się podzielić na mniejsze. Ujmuje się je jako „fragmenty”, część myśli, które mogą być kopiowane z jednego umysłu do innego, niezależnie czy dana myśl zawiera inne, czy też tworzy część większego memu. Mem składa się z pojedynczego słowa albo z całego tekstu, w którym po raz pierwszy został użyty. Wobec zarzutów o braku precyzji tego, jak wielka jest to jednostka, argumentuje się, że podobnie w przypadku genów nie da się dokładnie określić ich granic. Jako przykłady dyskretnych jednostek Daniel Dennett wskazuje słowa i inne elementy kultury oparte na mniej lub bardziej skodyfikowanych „alfabetach”: ruchy w tańcu, które próbowano kodyfikować w systemie labonotacji, dźwięki w linii melodycznej, które mają postać jednostek dyskretnych dzięki notacji muzycznej.
W ujęciu klasycznym cykl replikacji memów przebiega w następujących fazach:
1. asymilacji, w której trakcie jest dekodowany i przekodowywany;
2. retencji, podczas której następuje wartościowanie memów, na co wpływ mają emocje;
3. ekspresji, gdzie mem jest obiektywizowany poprzez język i artefakty;
4. transmisji (propagacji) polegającej na przenoszeniu poprzez wektory, w tym z odroczeniem, o ile w przyszłości będzie możliwość dekodowania (np. zapisu dysku z Fajstos).

Na poziomie neurofizjologicznym procesom tym odpowiada odbieranie oraz przetwarzanie bodźców na podstawie śladów pamięci, zapamiętywanie, przechowywanie informacji i przypominanie. Piotr Łaszczyca zakłada, że jako neurofizjologiczną reprezentację memów przyjąć można jednostki gnostyczne (neuronalne detektory wzorca) zaproponowane przez Jerzego Konorskiego. Andrzej Stępnik wskazuje jako miejsca przechowywania memów pamięć semantyczną i proceduralną, a także odnoszącą się do doznań i wspomnień pamięć epizodyczną.

## Klasyfikacja memów
Jednym z pierwszych autorów, który dokonał klasyfikacji memów, był Richard Brodie. Podzielił on je na:
- memy-kategorie – memy, dzięki którym jednostki klasyfikują elementy rzeczywistości, przyswajając jedynie część z nich i działając zgodnie ze wzorcami, które te kategorie narzucają
- memy-strategie – memy skłaniające jednostki do działań, według przekonania, że dane zachowanie w konkretnej sytuacji przyniesie określony skutek
- memy-skojarzenia – memy wiążące inne memy ze sobą w umyśle jednostki, dostrzeżenie jednego memu prowadzi do wyzwolenia powiązanych myśli lub uczuć[20].

Ponadto zastosował pojęcia: metamemu odnoszącego się do zagadnień związanych z memetyką; dobrego memu, który jest memem szybko rozprzestrzeniającym się w populacji oraz wirusa umysłu, który odpowiada za zarażanie umysłów ludzi memami wpływającymi na jego replikowanie się.
Inne podejście do klasyfikacji zastosował Adam McNamara. Obiekt z jego atrybutami może być zapisany jako jedna klatka pamięci w mózgu i wywołany w świadomości jako jeden stan. Taki pojedynczy stan i zarazem sieć neuronalną kodującą pojedynczy mem Mcnamara określa mianem i-memu (internal representation of a meme). Z kolei e-mem (extern memes) to jedna porcja informacji, która może być przekazana innej osobie (do innego umysłu) i zazwyczaj jest to część i-memu, który w taki sposób przekazywany jest w porcjach. Sekwencje stanów świadomości tworzą bardziej rozbudowane mempleksy, a częstsze odnoszenie się przez osoby do całego mempleksu powodować może, że będzie on aktywowany także jako pojedynczy stan.
Ze względu na złożoność można mówić o prostych prememach zwierząt, np. w przypadku przekazywaniu informacji o miejscu zbierania spadzi kolejnemu pokoleniu mrówek, a także o złożonych mempleksach niemieszczących się w jednostkowych umysłach ludzi, przekazywanych np. za pomocą sformalizowanych języków matematyki i inżynierii.